# Acridocarpus alternifolius
Acridocarpus alternifolius là một loài thực vật có hoa trong họ Malpighiaceae. Loài này được (Schumach. & Thonn.) Nied. mô tả khoa học đầu tiên năm 1915.